# Viva Last Blues
Viva Last Blues è il terzo album in studio del musicista statunitense Will Oldham, pubblicato nel 1995 a nome Palace Music.

## Tracce
1. More Brother Rides – 3:18
2. Viva Ultra – 3:18
3. The Brute Choir – 2:43
4. The Mountain Low – 2:44
5. Tonight's Decision (and Hereafter) – 4:10
6. Work Hard/Play Hard – 2:50
7. New Partner – 3:54
8. Cat's Blues – 3:18
9. We All, Us Three, Will Ride – 2:56
10. Old Jerusalem – 2:16